# MV Cebu City
MV Cebu City fue un ferry operado por William Lines Incorporated (que luego se fusionó con Aboitiz Incorporated en 1996). El buque se hundió el 2 de diciembre de 1994 tras chocar accidentalmente contra un carguero.

## Hundimiento
El 2 de diciembre de 1994, el ferry de 2.452 toneladas se hundió en la bahía de Manila tras chocar contra el carguero singapurense Kota Suria, muriendo 140 personas. Tras la investigación de la Guardia Costera de Filipinas, la tripulación del Cebu City fue declarada responsable del accidente. La colisión podría haberse evitado si la tripulación del Cebu City hubiera obedecido una llamada del carguero Kota Suria de girar a estribor. En cambio, según se informa, el Cebu City giró hacia babor y se cruzó en el camino de Kota Suria.